# 'Abd al-Halim Khaddam
ʿAbd al-Ḥalīm Khaddām (in arabo عبد الحليم خدام‎?, ʿAbd al-Ḥalīm Khaddām; Baniyas, 15 settembre 1932 – Parigi, 31 marzo 2020) è stato un politico siriano, a lungo ministro degli Esteri, Presidente della Repubblica ad interim alla morte di Ḥāfiẓ al-Asad, prima della successione alla Presidenza del figlio Baššār e vicepresidente della Repubblica fino al 6 giugno del 2005.

## Biografia
ʿAbd al-Ḥalīm Khaddām è stato uno dei pochi esponenti siriani di fede sunnita a far parte dell'élite ba'thista alauita, ininterrottamente al potere in Siria dal colpo di Stato militare portato a segno nel 1969 dal gen. Ḥāfiẓ al-Asad.
Ciò è dovuto alla sua inconcussa fedeltà al leader siriano, essendo stato parte attiva nella pronuncia della pena capitale nei confronti dei politici al potere in Siria: tra cui Amīn al-Ḥāfiẓ, Ṣalāḥ al-Dīn al-Bīṭār, Nasim al-Safarjalani, Khalid al-Hakim, grazie al suo ruolo di pubblico accusatore del tribunale speciale presieduto da un altro "fedelissimo" del gen. al-Asad, che ricopriva la carica di ministro della Difesa: il gen. Muṣṭafā Ṭlāss.
Fu ricompensato dal nuovo leader con la carica di ministro degli Affari esteri, che Khaddām mantenne per 18 anni, dal 1970 al 1984, per poi assumere la carica di vicepresidente della Repubblica (1984-2005). Ebbe anche per poco più di un mese la carica suprema di capo dello Stato ad interim dopo la morte di Ḥāfiẓ al-Asad, assicurando la "successione familiare" a Baššār, figlio del defunto Presidente, eletto con un significativo 97% dei voti.

## Dimissioni
Non appena il nuovo Presidente Baššār al-Asad rafforzò la sua presa sull'apparato burocratico ba'thista della "vecchia guardia", Khaddām e altri anziani esponenti del governo persero gradualmente la loro influenza. Quando Khaddām annunciò pertanto le sue dimissioni il 6 giugno del 2005, durante un congresso del Baʿth era rimasto uno degli ultimi appartenenti al gruppo che aveva operato col padre del nuovo Presidente ancora in carica. Dopo il suo ritiro dalla vita politica, Khaddām si recò a Parigi, apparentemente per poter redigere le proprie memorie, ma il fatto apparve strano a molti osservatori, tanto da far sospettare una sorta di prudente ma non ufficiale auto-esilio.
In un'intervista al network televisivo Al Arabiya da Parigi, del 30 dicembre 2005 Khaddām denunciava numerosi "errori politici" di Baššār al-Asad per le sue relazioni con il Libano. Attaccava in modo particolare Rustum Ghazali, antico capo delle operazioni siriane in Libano, ma difendeva il suo predecessore Ghāzī Kanʿān - ministro degli Interni siriano - che si crede si sia suicidato o sia stato assassinato nell'ottobre del 2005. Khaddām disse anche che il defunto Primo ministro libanese, Rafīq al-Ḥarīrī, di cui Khaddām veniva considerato essere intimo, "aveva ricevuto numerose minacce" dal Presidente siriano Baššār al-Asad. L'assassinio di al-Ḥarīrī nel febbraio del 2005 aveva messo in moto la cosiddetta Rivoluzione del Cedro in cui massicce manifestazioni di piazza avevano portato al termine della trentennale occupazione de facto del Libano da parte della Siria, le cui forze armate erano state mimetizzate dall'etichetta FAD, "Forze Arabe di Dissuasione".

### Esilio
Il Parlamento siriano replicò il giorno seguente stesso votando a favore della messa in stato d'accusa di Khaddām per "tradimento", e il Baʿth (fedele trasmettitore degli ordini presidenziali) lo espulse. In seguito all'intervista di Khaddām, la commissione delle Nazioni Unite guidata da Detlev Mehlis, incaricata di indagare sulla violenta morte di al-Ḥarīrī, rivelò di aver chiesto alle autorità siriane d'interrogare Baššār al-Asad e il ministro degli Esteri siriano Fārūq al-Sharʿa. Secondo il giornale libanese Daily Star, la commissione aveva intervistato Khaddām il 5 gennaio del 2006.
Il 14 gennaio Khaddām annunciò che stava per formare un "governo [siriano] in esilio", predicendo la fine del governo di al-Asad per la fine del 2006. Le sue accuse nei confronti di al-Asad e della sua cerchia più intima di collaboratori riguardavano l'omicidio di al-Ḥarīrī, con l'aggiunta di particolari ancor più precisi: Khaddām diceva di credere che Baššār al-Asad stesso avesse ordinato l'assassinio di al-Ḥarīrī.
Khaddām è l'ufficiale siriano più alto in grado ad aver pubblicamente tagliato ogni legame col governo siriano, eccezion fatta (probabilmente) per Rifāʿat al-Asad, fratello del vecchio Presidente Ḥāfiẓ al-Asad e zio quindi di Baššār, che vive in esilio dal 1983, a seguito di un fallito tentativo di golpe ai danni del fratello.

Khaddām guida il gruppo d'opposizione del Fronte di Salvezza Nazionale, che si ripromette di abbattere pacificamente il governo del dittatore siriano. L'FSN ha tenuto il suo ultimo incontro il 16 settembre 2007 a Berlino, dove giunsero circa 140 esponenti dell'opposizione siriana. Il 16 febbraio 2008 egli ha accusato il governo siriano di aver assassinato con un'auto-bomba un alto esponente di Hezbollah, "per la sicurezza d'Israele".

### Ruolo di Khaddām nella guerra civile siriana
Khaddām è stato considerato il leader d'opposizione al regime siriano degli Asad dagli Stati Uniti e dalla Comunità Europea. In un'intervista al canale israeliano 2 TV, Khaddām ha ammesso di aver ricevuto fondi e aiuto dagli USA e dalla CE per rovesciare il regime siriano.